# ЕВЕ Арена
ЕВЕ-арена (нем. EWE Arena) — дворец спорта в Ольденбурге, Германия. Вместимость — приблизительно 4100 зрителей. Домашняя площадка для баскетбольного клуба «ЕВЕ-Баскетс», выступающем в первой Бундеслиге Германии и женского гандбольного клуба «Ольденбург». Начало строительства арены началось в 2003 году, а открытие состоялось 11 июня 2005 года. Цена строительства составила 9 млн евро. На арене также проходят другие спортивные соревнования, концерты, ярмарки и конгрессы.